# Матиєвець
Матиєвець, Матіївка (пол. Matyjówka) — гірський потік в Україні, у Богородчанському районі Івано-Франківської області. Правий доплив Саджавки, (басейн Дністра).

## Опис
Довжина потоку 8 км, найкоротша відстань між витоком і гирлом — 7,60  км, коефіцієнт звивистості потоку — 1,05 . Потік тече у Східних Карпатах на Гуцульщині.

## Розташування
Бере початок у селі Космач. Тече на північний схід понад безіменною горою (398,6 м) і в селі Глибівка впадає у річку Саджавку, ліву притоку Бистриці Солотвинської. 
Населені пункти вздовж берегової смуги: Дзвиняч, Росільна.

## Цікавий факт
- Між селами Дзвинич та Глибівкою потік перетинає автошлях Т 0902[3].